# Energia marina
(Victor Hugo -  Novantatré, (1874), VII, 5)
Con energia marina, energia oceanica o energia pelagica si intende l'energia racchiusa in varie forme nei mari e negli oceani.

## Tecnologie note
L'energia presente nei mari e negli oceani è una classica fonte di energia rinnovabile e può essere estratta con diverse tecnologie: fluidodinamiche (correnti, onde, maree) e di gradiente (termico e salino). Ad oggi sono stati sperimentati molti sistemi di estrazione di questa energia ed alcuni sono già in uno stadio pre-commerciale:
- energia delle correnti marine
- energia a gradiente salino (osmotica)
- energia mareomotrice (oppure delle maree)
- energia del moto ondoso
- energia talassotermica (OTEC)

Diversi ricercatori indicano come l'energia oceanica possa provvedere ad una parte sostanziale dell'energia rinnovabile a livello globale.

## Il potenziale energetico dell'energia oceanica
L'ammontare delle risorse energetiche oceaniche è stimato essere di:
- 300 TWh/anno dalle maree
- 800 TWh/anno dalle correnti marine
- 2.000 TWh/anno dal gradiente salino
- 10.000 TWh/anno dal gradiente termico (OTEC)
- 8.000 – 80.000 TWh/anno dalle onde